# Mashganār
Mashganār (persiska: مشگنار, Meshkenār) är en ort i Iran.   Den ligger i provinsen Kermanshah, i den västra delen av landet, 500 km väster om huvudstaden Teheran. Mashganār ligger 613 meter över havet och antalet invånare är 393.
Terrängen runt Mashganār är kuperad åt sydost, men åt nordväst är den platt. Runt Mashganār är det ganska tätbefolkat, med 155 invånare per kvadratkilometer. Närmaste större samhälle är Sarpol-e Z̄ahāb, 6,0 km norr om Mashganār. Trakten runt Mashganār består till största delen av jordbruksmark.